# Шап (Марий Эл)
 Шап  — посёлок в Медведевском районе Республики Марий Эл. Входит в состав Сидоровского сельского поселения.

## География
Находится на расстоянии приблизительно 15 км по прямой на юг от города Йошкар-Ола.

## История
С 1972 года здесь началось строительство базы отдыха (ныне это санаторий-профилакторий «Подснежник»). В 1980 году посёлок был официально зарегистрирован. На территории посёлка проживали 22 человека, находились санаторий-профилакторий и пионерский лагерь «Южный» завода «Искож»; пионерский лагерь и база отдыха «Кооператор» Марпотребсоюза; база отдыха «Подснежник» Марстройтреста и районный межколхозно-совхозный пионерский лагерь «Дружба». В 2002 году на территории посёлка находились санаторий-профилакторий «Кооператор»; лечебно-оздоровительный центр «Южный» от завода «Искож», база отдыха «Подснежник».

## Население
Население составляло 52 человека (русские 42 %, мари 29 %) в 2002 году, 25 в 2010.